# Mișcarea pentru Independența Națională a Letoniei
Mișcarea pentru Independența Națională a Letoniei (în letonă Latvijas Nacionālās Neatkarības Kustība, LNNK) a fost o organizație politică în Letonia, din 1988 până la mijlocul anilor 1990.
S-a format în 1988 ca aripa radicală a mișcării naționaliste letone [2]. Spre deosebire de Frontul Popular Leton care, inițial, a susținut mai multă autonomie pentru Letonia în cadrul Uniunii Sovietice, LNNK a insistat pentru independență încă de la începuturile sale. Liderii LNNK i-au inclus pe Eduard Berklavs, Aleksandrs Kirstein, Andrejs Krastiņš, Einars Repše și Juris Dobelis.
După ce Letonia și-a recâștigat independența, LNNK a devenit un partid politic și s-a redenumit Partidul Conservator Național. Acesta a câștigat 15 locuri din 100 în alegerile parlamentare din 1993 și a fost un partid de opoziție influent. În 1993, candidatul la funcția de prim-ministru a fost Joachim Siegerist, care a pierdut cu doar un singur vot și s-a clasat al doilea. LNNK a câștigat alegerile municipale din capitala letonă, Riga, în 1994, dar popularitatea sa a dispărut rapid după aceea. A pierdut jumătate din locurile sale în parlament în alegerile din 1995 și, în cele din urmă, a fuzionat cu Tēvzemei un Brīvībai (Pentru Patrie și Libertate), un alt partid de dreapta cu origini similare în mișcarea de independență a Letoniei.
După ce a intrat într-o alianță cu Pentru Patrie și Libertate, partidul a căutat din ce în ce mai mult să promoveze o viziune deosebit de „letonă“ pentru Letonia, subliniată de o serie de reclame controversate care încurajau consumul de bunuri letone și avertizând asupra pericolelor non-letonilor.
O organizație cu scopuri similare și nume aproape identic, Partidul Independenței Naționale a Estoniei a existat în Estonia.